# Piotr Stolarek

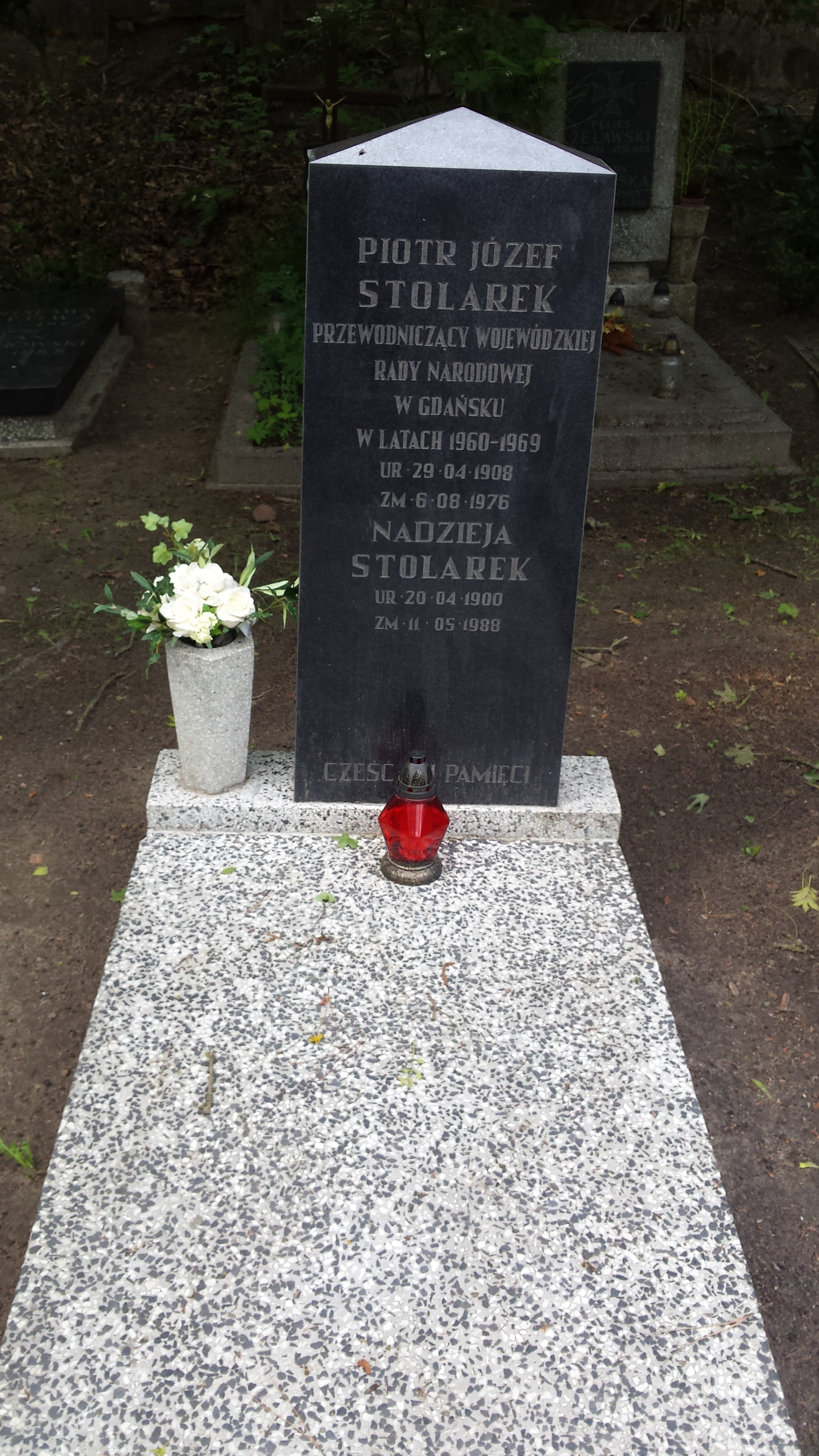
Grób Piotra Stolarka na cmentarzu Srebrzysko w Gdańsku

Piotr Stolarek (ur. 29 kwietnia 1908 w Warszawie, zm. 6 sierpnia 1976 w Gdańsku) – polski zecer i polityk komunistyczny, prezydent Gdańska, wiceminister żeglugi, poseł na Sejm PRL V kadencji.

## Życiorys
Uzyskał wykształcenie średnie, z zawodu zecer. W czasie okupacji niemieckiej w 1942 wstąpił do Polskiej Partii Robotniczej, jako drukarz, pracował w tajnym wydawnictwie „Technika Centralna PPR”, które wydawało „Trybunę Wolności” i inne pisma konspiracyjne. W 1944 został aresztowany i więziony na Pawiaku, a w latach 1944–1945 w KL Stuthoff.
Od 1945 zasiadał w Komitecie Wojewódzkim PPR w Gdańsku, w latach 1945–1946 był I sekretarzem Komitetu Miejskiego tej partii w Gdyni, a potem wiceprezydentem Gdyni i w latach 1947–1949 przewodniczącym Miejskiej Rady Narodowej w Gdyni. W 1948 wraz z PPR przystąpił do Polskiej Zjednoczonej Partii Robotniczej. Od 6 października 1949 do 2 czerwca 1950 pełnił urząd prezydenta Gdańska, następnie od 2 czerwca 1950 do 19 lutego 1953 był przewodniczącym prezydium MRN w Gdańsku. W latach 1952–1953 pełnił funkcję wiceprzewodniczącego Wojewódzkiej Rady Narodowej w Gdańsku. W okresie 1952–1956 był podsekretarzem stanu w Ministerstwie Żeglugi, a w 1957 pełnomocnikiem rządu ds. załóg budowy Huty im. Lenina w Nowej Hucie. Od 1957 do 1960 pełnił funkcję dyrektora generalnego w Ministerstwie Gospodarki Komunalnej. W latach 1960–1969 był przewodniczącym prezydium WRN w Gdańsku. W 1969 uzyskał mandat posła na Sejm PRL V kadencji z okręgu Gdynia (pełniąc go do 1972), zasiadał w Komisji Obrony Narodowej oraz w Komisji Planu Gospodarczego, Budżetu i Finansów. W latach 1970–1974 pełnił funkcję prezesa Zarządu Okręgu Związku Bojowników o Wolność i Demokrację w Gdańsku.
Zmarł w Gdańsku, pochowany 10 sierpnia 1976 na cmentarzu Srebrzysko (rejon II, kwatera Aleja Zasłużonych).

## Ordery i odznaczenia
- Order Sztandaru Pracy I klasy
- Order Sztandaru Pracy II klasy
- Krzyż Oficerski Orderu Odrodzenia Polski
- Złoty Krzyż Zasługi
- Odznaka honorowa „Zasłużonym Ziemi Gdańskiej”
- Złota Odznaka honorowa „Za Zasługi dla Warszawy” (1967)[6]
- Order Narodowy Zasługi (Francja, 1967)[7]